# Glenn Dale
Cet article possède des paronymes, voir Glendale et Glen Dale.
Glenn Dale est une census-designated place située dans le comté du Prince George, dans l’État du Maryland, aux États-Unis. Lors du recensement de 2020, elle comptait 14 698 habitants.